# Pražská pálená
Pražská pálená (2006) je první album Jaromíra Nohavici, které bylo uvolněno volně ke stažení z internetu. Nápad na stahování zdarma pochází přímo od autora. Album je vytvořeno z nahrávek živých koncertů, které Jaromír Nohavica absolvoval v lednu roku 2006 výhradně v Praze. Na albu se objevují žánrově rozličné písně.
Zajímavostí je, že o písni Pane Prezidente Nohavica tvrdil, že se na žádném albu neobjeví, zde se však vyskytuje, stejně jako řada jiných, nikdy nevydaných skladeb.

## Seznam písní
1. Stanice Jiřího z Poděbrad 2:31
2. Hvězda 2:53
3. Nechte to koňovi 2:40
4. Ragby 2:54
5. Kdyby 1:48
6. Moje milá dej mi ještě šanci 2:24
7. To nechte být 2:43
8. Svět je malý pomeranč 2:25
9. To co nemám nemůžu ti dát 2:08
10. V bufetě na stojáka 2:51
11. Píseň o té revoluci 1848 4:02
12. Bahama rum 1:54
13. Staré dobré časy 3:35
14. Zestárli jsme lásko 3:03
15. Ranní hygiena 2:19
16. Dívky v šatech z krepdešínu 3:09
17. Halelujá 5:10
18. Cyklistika 4:34
19. Natáh jsem sadu nových strun 4:15
20. Život 1:41
21. Pavilon č.5 3:13
22. Pane prezidente 3:40
23. Honzíkova cesta 1:41

## Seznam koncertů
Písničky nahrány v Divadle pod Palmovkou 15. 1. 2006 (1, 2), Klubu Mlejn 16. 1. 2006 (3, 4), Švandově divadle 17. 1. 2006 (5, 6), Paláci Akropolis 18. 1. 2006 (7, 8), Branickém divadle 19. 1. 2006 (10), v aule FF UK 20. 1. 2006 (11, 12), Divadle Na Fidlovačce 22. 1. 2006 (9, 13, 14), KD Gong 23. 1. 2006 (15, 16), Lucerně 24. 1. 2006 (17, 23), Divadle Kalich 25. 1. 2006 (18, 19, 20), KC Novodvorská 26. 1. 2006 (21, 22).